# Фрай, Эмма
Эмма Фрай (англ. Emma Frye, полное имя Emma Dorothea Lamp Frye; 1860—1934) — американская филантроп и коллекционер искусства.

## Биография
Родилась 10 марта 1860 года в Давенпорте, штат Айова, в семье Асмуса Лампа и его жены — Вайбке Клиндт.
С 1888 года была замужем за бизнесменом Чарльзом Фраем (1958—1940), который основал в Сиэтле процветающий мясокомбинат; оба они имели немецкие корни. После посещения Всемирной выставки в Чикаго в 1893 году, супруги начали коллекционировать произведения искусства.
К 1930 году они собрали около 230 произведений искусства многих выдающихся художников. Будучи бездетными Чарльз и Эмма намеревалась оставить свою Художественному музею Сиэтла, но город отказался от этого подарка из-за некоторых ограничений, высказанных парой. Тогда Уолтер Слай Грейтхаус, исполнитель завещания Чарльза Фрая, поручил архитектору Полу Тири спроектировать музей в квартале от дома супругов Фрай для размещения коллекции. Художественный музей Фрая открылся 8 февраля 1952 года, и до 1993 года им руководил Уолсер Грейтхаус, а затем — его жена Ида Кей.
Умерла Эмма Фрай 26 февраля 1934 года в Сиэтле, штат Вашингтон, похоронена на городском кладбище Evergreen-Washelli Memorial Park.